# 镜叶虎耳草
镜叶虎耳草（学名：Saxifraga fortunei var. koraiensis）为虎耳草科虎耳草属下的一个变种。

## 扩展阅读
- 維基物種上的相關：镜叶虎耳草